# Luc De Smet
Luc De Smet (nascido em 30 de agosto de 1957) é um ex-ciclista belga. Representou seu país, Bélgica, na prova de estrada individual nos Jogos Olímpicos de Verão de 1980. Ele terminou na quadragésima sexta posição.